# چه می‌شد اگر... دکتر استرنج به جای دستانش قلبش را از دست می‌داد؟
«چه می‌شد اگر… دکتر استرنج به جای دستانش، قلبش را از دست می‌داد؟» (به انگلیسی: What If... Doctor Strange Lost His Heart Instead of His Hands?) چهارمین قسمت از فصل اول انیمیشن آمریکایی چه می‌شود اگر… ؟ بر اساس مجموعه کمیک مارول به همین نام می‌باشد. این قسمت، به بررسی این موضوع می‌پردازد که اگر در فیلم دکتر استرنج (محصول ۲۰۱۶ در دنیای سینمایی مارول) دکتر استرنج به جای اینکه بر اثر تصادف دستانش را از دست بدهد دوست‌دختر خود، کریستین پالمر را از دست می‌داد، چه اتفاقی می‌افتاد. این قسمت توسط ای.سی. بردلی نوشته شده و برایان اندروز کارگردانی آن را بر عهده داشته است.
جفری رایت وقایع این قسمت را به عنوان ناظر، روایت می‌کند و در این قسمت علاوه بر وی، بندیکت کامبربچ، ریچل مک آدامز، بندیکت وانگ، تیلدا سوئینتن و آیک عمادی نیز به صداپیشگی پرداخته‌اند. این قسمت یک داستان عاشقانهٔ غم‌انگیز را روایت می‌کند که در آن، دکتر استرنج، سعی می‌کند با استفاده از جادو، از مرگ کریستین پالمر جلوگیری‌کند.
این قسمت در ۱ سپتامبر ۲۰۲۱، در دیزنی پلاس منتشر شد. منتقدان داستان تاریک و پایان این اپیزود را ستایش کردند، اما نظرات متفاوتی برای جلوه‌های بصری آن و خط داستانی سرد پالمر ارائه کردند.